# Александър Болонкин
Александър Александрович Болонкин (на руски: Александр Александрович Болонкин) е руски учен, инженер-конструктор и математик. Работи в съветската авиационна, космическа и ракетна индустрия. Изнася лекции в московските университети. През 1972 г. е арестуван от КГБ като дисидент. Прекарва в затвори и вътрешно заточение 15 години. През 1987 г. емигрира в САЩ като политически бежанец. Изнася лекции в американски университети и работи като изследовател в НАСА и в Националния съвет за изследвания. Член е на борда на директорите на Международната космическа агенция. Президент-основател на Международната асоциация на бившите съветски политически затворници и жертви на комунистическия режим (IASPPV).

## Живот и кариера
Роден е в Перм на 14 март 1933 г. Учи авиационно инженерство в Пермския авиационен колеж, където се дипломира през 1952 г. След това завършва Казанския авиационен институт с магистърска степен по авиационна техника (1958). Придобива магистърска степен по математика от Киевския университет през 1963 г., докторска степен по аерокосмическо инженерство от Московския авиационен институт през 1964 г. и хабилитирана докторска степен по кибернетика и математика от Ленинградския политехнически университет през 1971 г.
Работи в авиационната конструкторска компания „Антонов“ като старши инженер и ръководител на аеродинамичната група, участва в проектирането на самолети от Ан-8 до Ан-124. В ракетната компания „Глушко“ участва в проектирането на ракетни двигатели. Изнася лекции в Московския авиационен институт, Московския институт за авиационни технологии и Московския държавен технически университет „Бауман“.
През 1972 г. е арестуван от КГБ за разпространение на нелегален дисидентски бюлетин, слушане на „Гласът на Америка“ и четене и разпространение на произведения на Андрей Сахаров и Александър Солженицин. Осъден е на 4 години в трудов лагер и 2 години в изгнание в Бурятия. Малко преди да приключи присъдата му за изгнание, той получава присъда от 2 години в трудов лагер по обвинение в кражба на държавно имущество. В продължение на 15 години е измъчван, затворен и заточен в Мордовия и Сибир. През 1981 г. Сахаров апелира за международна подкрепа за освобождаването му. През април 1982 г. Болонкин прави телевизионно изказване, което Амнести Интернешънъл приписва на заплахи от побой и изнасилване.
През 1987 г., по време на ранната перестройка, той е освободен и емигрира в САЩ като политически бежанец. Там чете лекции в Технологичния институт в Ню Джърси, работи в НАСА като старши изследовател и в научните лаборатории на Американските военновъздушни сили като старши научен сътрудник на Националния изследователски съвет. Впоследствие работи в Израел като главен учен в Групата за стратегически решения.
Умира на 25 декември 2020 г.

## Изследвания
Към 2009 г. Болонкин притежава 17 патента. Сред неговите нововъведения в изследването на космоса са пускова космическа изстрелвачка, хиперзвукова пускова тръба, кинетична антигравитационна система, мултирефлекторно задвижващо устройство, космически кули, електростатично слънчево платно, електрически космическо задвижващо устройство за космическа авиация и устройство за кабелна авиация. В интервю за „Известия“ през 1998 г. той прогнозира постигането на кибернетично безсмъртие до 2020 г., а през 2011 г. е консултиран като експерт от „Инициативата 2045“. Той също така развива идеята за куполните градове като защита срещу радиоактивните отпадъци (fallout), и във физиката изследва производството на това, което той нарича „AB-Matter“ чрез фемтотехнологии.

## Научни бордове и фондации
Болонкин е член на борда на директорите на Международната космическа агенция и председател на секцията за космически полети.
Член е на Консултативния съвет на Фондация „Спасителна лодка“ (Lifeboat Foundation), президент-основател на Международната асоциация на бившите съветски политически затворници и жертви на комунистическия режим (IASPPV) и съосновател и съпредседател-председател на ARA, организация за граждански и човешки права на руско-американците.

## Допълнителна информация
- Bolonkin, Alexander. Non Rocket Space Launch and Flight.   Elsevier, 2005. ISBN 978-0-08044-731-5.
- Bolonkin, Alexander. New Concepts, Ideas and Innovations in Aerospace, Technology and Human Sciences.   NOVA, 2006. ISBN 978-1-60021-787-6.
- Bolonkin, Alexander. Femtotechnologies and Revolutionary Projects.   LAMBERT, 2011. ISBN 978-3-8473-2229-0.
- Bolonkin, Alexander. Life and Science.   LAMBERT, 2011. ISBN 978-3-8473-0839-3.
- Bolonkin, Alexander. Universe, Human Immortality and Future Human Evaluation.   Elsevier, 2010. ISBN 978-0124158016.
- Bolonkin, Alexander and Richard Cathcart. Macro-Projects: Environments and Technologies.   NOVA, 2007. ISBN 978-1-60456-998-8.
- Bolonkin, Alexander. Memories of Soviet Political Prisoner.   Publish America, 2010. ISBN 978-1-4489-4414-9.
- Bolonkin, Alexander. Innovations and New Technologies (v2).   LULU, 2014. ISBN 978-1-312-62280-7.